# Louis Martin (sztangista)
Louis George Martin (ur. 11 listopada 1936 w Kingston, zm. 16 stycznia 2015 w Heanor) – brytyjski sztangista. Dwukrotny medalista olimpijski.
Brał udział w trzech igrzyskach olimpijskich (IO 60, IO 64, IO 68), na dwóch zdobywał medale. W 1964 zdobył srebro w wadze do 90 kilogramów, w 1960 był trzeci w tej samej kategorii. Martin wywalczył jednocześnie medal mistrzostw świata w 1964. Ponadto był złotym medalistą mistrzostw globu w 1959, 1962, 1963 i 1965 oraz srebrnym w 1961. Zdobył złoto mistrzostw Europy w 1959, 1962, 1963 i 1965 oraz srebro w 1961. Trzykrotnie – w 1962, 1966 i 1970 – zwyciężał na igrzyskach Wspólnoty Brytyjskiej. Pobił dwa rekordy świata.